# Aleksandr Petrov (attore)
Aleksandr Andreevič Petrov (in russo Александр Андреевич Петров?; Pereslavl'-Zalesskij, 25 gennaio 1989) è un attore russo noto in Italia per il ruolo di Nikolaj Ivuškin in T-34 - Eroi d'acciaio.

## Filmografia
- Bianca & Grey (2016)
- Attraction (2017)
- Lёd (2018)
- T-34 - Eroi d'acciaio (2019)
- Anna, regia di Luc Besson (2019)
- Tekst (2019)
- Invasion (2020)
- Lёd 2 (2020)
- The Palace, regia di Roman Polański (2023)
- Cento anni avanti (2024)

## Serie TV
- Poliziotto della Rubliovka (2016-2019)